# Panther KF51
Panther KF51 — немецкий основной боевой танк. Был представлен концерном Rheinmetall на международной выставке Eurosatory 13 июня 2022 года. Имеет примерно такое же бронирование, как и у его предшественника Leopard 2A7. KF51 Panther базируется на корпусе «Леопард-2», от которого также унаследованы силовой агрегат (дизель V12 MTU MB 873 Ka-501), трансмиссия и ходовая часть. Однако имея на 3 тонны меньше массу, чем последний, обладает запасом хода на 500 км.
Историк и бригадный генерал А. Д. Клаус Виттманн критикует название данного танка, поскольку оно вносит некоторую путаницу и является очевидной отсылкой к хорошо известному танку Panzerkampfwagen V Panther, который использовался в Панцерваффе германского Вермахта во время Второй мировой войны.

## Конструкция
По сравнению с его предшественником расположение отделений у Panther KF51 не изменилось, лишь убрали заряжающего, а остальной экипаж рассадили в максимально безопасных местах.
Экипаж танка состоит из трёх человек: командира, наводчика и водителя, а также имеется дополнительное место. Цифровая архитектура устроена так, что управление датчиками и оружием может мгновенно передаваться между членами экипажа. Каждая станция оператора может перенимать задачи и роли у других, сохраняя при этом полную функциональность.
Танк оснащён орудийной системой Rheinmetall Future Gun System (FGS), состоящей из гладкоствольной пушки L52 калибром 130 мм и полностью автоматической системы подачи боеприпасов, автозагрузчик вмещает 20 готовых снарядов. В качестве снарядов могут использоваться бронебойные оперённые подкалиберные снаряды и боеприпасы воздушного подрыва с программируемыми взрывателями. Был установлен 12,7-мм спаренный пулемёт, а также зенитный пулемёт калибра 7,62-мм. Все пулемёты дистанционно-управляемые, что даёт безопасность экипажу.
Танк оснащён современной электроникой, имеющей многоканальный прицел с тепловизором, автоматическим сопровождением цели и лазерным дальномером.
Благодаря панорамному оптическому датчику SEOSS и основному устройству боевого прицеливания EMES командир и наводчик могут наблюдать и поражать цели независимо друг от друга как днём, так и ночью, при этом стабилизированная дневная и ИК-оптика со встроенным лазерным дальномером доступна обоим. Кроме того, через дисплей в боевом отделении экипаж имеет круглосуточный обзор окрестностей машины на 360°.
Имеется «полностью оцифрованная система передачи данных NGVA, которая гарантирует оперативные возможности и автоматизацию следующего поколения».
Также, танк имеет пусковую установку для разведывательных БПЛА и дронов-камикадзе HERO-120, способную выпускать одновременно до 4 таких дронов. На верхушке также расположен квадрокоптер со временем пребывания в воздухе ~30 минут, что помогает оператору танка видеть цель даже вне её видимости для танка.

## Защита

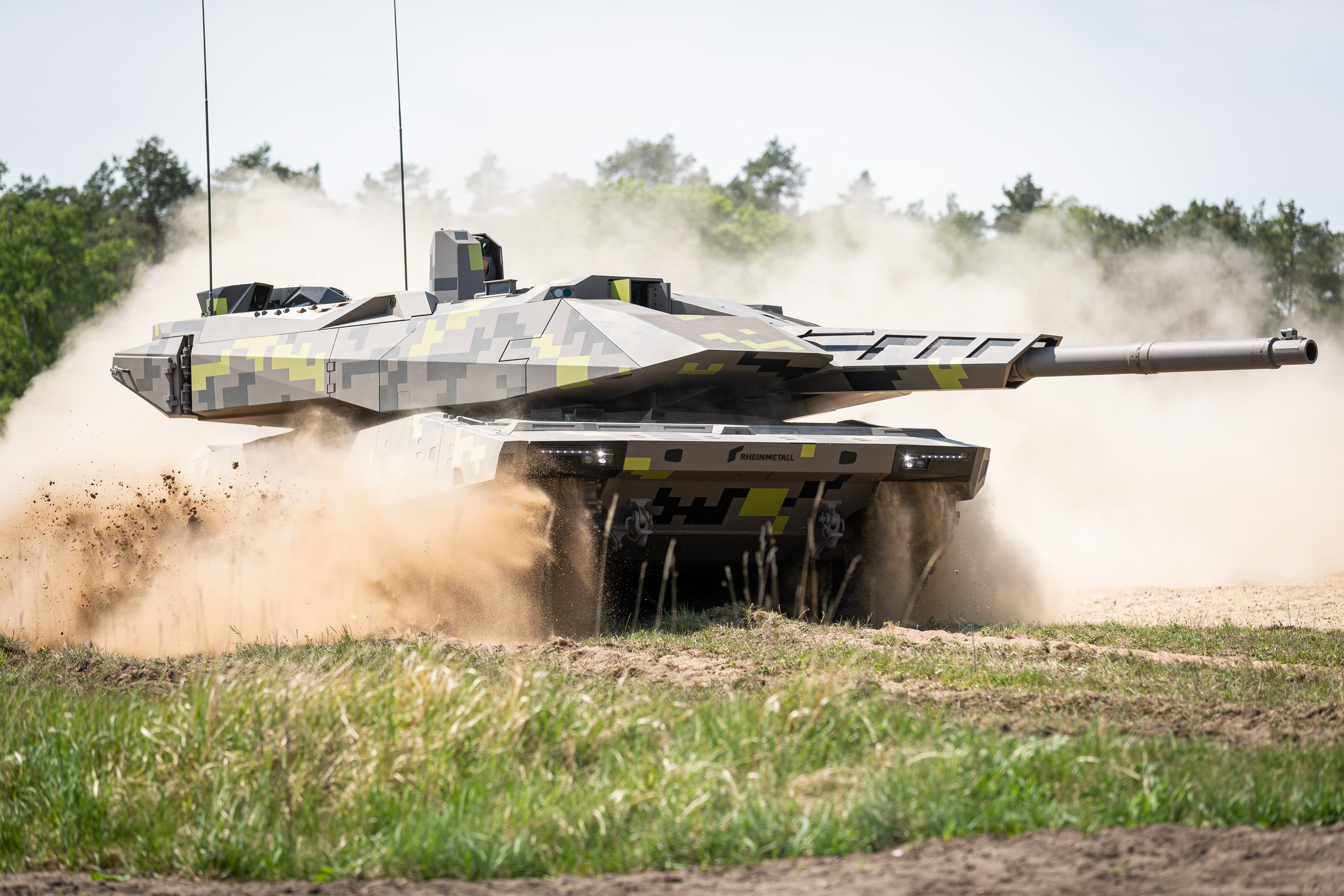
Rheinmetall kf51

Заявлено, что KF51 Panther имеет три уровня защиты: пассивный, реактивный и активный. Самый внутренний слой состоит из цельносварной стальной брони, прикрытой модулями пассивной брони. Второй слой состоит из реактивной брони на основе датчиков, а последний слой состоит из системы активной защиты (APS) Rheinmetall Active Defense System (ADS). Танк имеет защиту от всех типов боеприпасов благодаря защите AMAP, выполняющую как функцию ПВО, так и функцию защиты от различных противотанковых снарядов или подкалиберных боеприпасов. Данная система была адаптирована даже от противотанковых снарядов, бьющих сверху. Датчики распознают угрозу от свечения двигателя ракеты и используют аэрозольную завесу, которая маскирует танк во всех световых диапазонах
Угрозы сверху Panther устраняет с помощью Rheinmetall TAPS — системы защиты от верхней атаки.
В итоге, KF-51 Panther имеет мощнейшую в мире пушку, крепкую броню и десяток боевых беспилотников.

### Бронирование
По некоторым неподтверждённым данным считается, что лобовое бронирование танка имеет эквивалент бронированных сплавов до 1600—1700 мм. Это один из самых высоких показателей защищенности у современных танков. При этом вес машины на 10 тонн меньше, чем у «Леопарда» последних модификаций, во многом благодаря тому, что в новом танке Panther KF51 применили самые последние передовые технологии сплавов.

## Вооружение
Изюминкой танка стала новая 130-мм пушка L52. По сравнению с пушкой «Леопард-2», стала увеличенная на 60 % поражающая способность орудия. Так 120-мм пушка «Леопарда 2» пробивает около 660 мм гомогенной брони обычным снарядом, тогда как 130-мм пушка L52 пробивает около 1050 мм той же брони обычным снарядом. По мнению немецких экспертов, заметное увеличение мощности орудия вместе с бронебойным боеприпасом, позволяет надёжно уничтожить любой новейший современный танк на поле боя, ранее неуязвимых для 120-мм боеприпасов. Для борьбы с дронами и пехотой противника танк оснащён 12,7-мм и 7,62-мм пулемётами. Эффективная дальность выстрела из новой пушки 130-мм достигает 6000-7000 метров, тогда как у «Леопарда 2» эффективная дальность его 120-мм пушки составляет около 3500 метров.

## Возможные операторы и место производства
4 марта 2023 года немецкое издание «Spiegel» сообщило: «Rheinmetall намерен построить танковый завод в Украине». В сообщении говорится, что группа вооружений Rheinmetall ведёт переговоры о строительстве танкового завода на территории Украины. «Завод Rheinmetall может быть построен в Украине примерно за 200 миллионов евро», — сказал глава компании Армин Паппергер газете «Rheinische Post».
Завод сможет производить до 400 основных боевых танков типа «Panther» в год. Переговоры с украинским правительством являются «многообещающими». Паппергер надеется на решение вопроса «в течение следующих двух месяцев».
Италия приняла решение закупить 380 танков Panther KF51. Производство планируется частично локализовать на предприятиях компании Leonardo.